# José de Sousa Cintra
José de Sousa Cintra (Vila do Bispo, Raposeira, 26 de outubro de 1944) é um empresário e dirigente desportivo português. Atualmente é empresário. 

## Biografia
Natural de Raposeira, concelho de Vila do Bispo, em criança costumava sair da escola para andar pelos campos na mira de caracóis para vender. Numas férias da escola, foi trabalhar para a Pousada Infante de Sagres, onde teve ocasião de conhecer Bernardo Mendes de Almeida, mais conhecido como 4.º Conde de Caria, por ser representante desse título. Homem de negócios, parceiro de António Champalimaud na banca e na siderurgia, entre outras atividades (bebidas, automóveis e hotelaria), Mendes de Almeida costumava passar férias sozinho na Pousada. Nessa ocasião, reconhecido pela simpatia com que era tratado, despediu-se no final do Verão deixando a Sousa Cintra um cartão com a morada e o número de telefone: se o rapaz precisasse de alguma coisa, que o procurasse em Lisboa.
Aos 15 anos, Sousa Cintra mudou-se para Lisboa. Graças à intervenção do Conde foi arranjar emprego no Hotel Tivoli Lisboa, ao mesmo tempo que se dedicava à compra e venda de aguarelas na rua. Um ano depois, aos 16, ingressava como voluntário na Marinha de Guerra, onde foi parar à especialidade de transmissões, ficando colocado na Estação Radionaval de Sagres, a meia dúzia de quilómetros da casa da sua terra natal. Enamorou-se de uma professora de Lagos – e do casamento, cumprido o tempo de tropa, nasceu o seu único filho Miguel em 7 de Agosto de 1969. Pouco tempo depois separou-se da companheira.
Sousa Cintra começou a ganhar dinheiro como intermediário na compra e venda de terrenos. Começou por fazê-lo entre pequenos proprietários na Costa Vicentina e grandes investidores. Depois do 25 de abril de 1974, continuou a investir em terrenos, aproveitando a ida de grandes proprietários para o Brasil, que procuravam desfazer-se de tudo, por qualquer preço. Cintra comprava para vender mais tarde.
Também depois da Revolução dos Cravos Sousa Cintra conseguiu adquirir à família do 4.º Conde de Caria as águas Vidago, Melgaço & Pedras Salgadas. A VMPS tinha terrenos e hotéis, património que Sousa Cintra vendeu por 12 milhões de contos, nos finais da década de 90, à Jerónimo Martins, mas o negócio levantou algumas suspeitas e chegou mesmo a ser julgado em tribunal.
Aos 31 anos foi eleito presidente da Assembleia-Geral da Associação Industrial Portuguesa.
Ao ser eleito presidente do Sporting Clube de Portugal a 1 de Julho de 1989 (com 65% de 15.299 votantes) Sousa Cintra tornou-se uma figura bem conhecida dos portugueses. Os seus mandatos, que vieram dar estabilidade ao clube depois de uma longa crise, foi marcado por sucessos nas modalidades e investimentos sucessivos no plantel de futebol. Mas só em 1995 o clube conquistou a Taça de Portugal, de 1994/1995, com a final da competição a realizar-se quando o presidente do clube era já Pedro Santana Lopes. Terminou o seu mandato a 2 de Junho de 1995.
Em junho de 1998 um grupo criminoso planeou extorquir dinheiro a Sousa Cintra sequestrando-lhe o filho. O esquema foi montado por um economista que conhecia bem as rotinas de Miguel Sousa Cintra e que o atraiu à pousada de Sousel, no Alentejo, sob o pretexto de fazer um negócio com um puro-sangue lusitano. A um quilómetro do suposto encontro, os criminosos simulam um acidente e acabam por raptar o jovem empresário. Este esteve em cativeiro durante três dias e só foi libertado quando a família entrega os 60 mil contos exigidos. Contudo, dias depois os raptores acabaram por ser detidos pela Polícia Judiciária. 
Em 1998, no Brasil, fundou a Drink In, que se iniciou na produção de cerveja com uma fábrica em São Paulo, a que se seguiu outra, no Rio de Janeiro. Em dois anos tornou-se no quarto maior produtor de cerveja do Brasil, sucesso que o fez apostar no mercado português, com a marca Cintra. Investiu 75 milhões de euros na criação de uma fábrica em Santarém, em 2002, mas, sem alcançar vendas capazes de escoar a produção, acabaria por vender o negócio à Iberpartners, em 2006, de que são acionistas Jorge Armindo, D. Vasco Pereira Coutinho, Esmeralda Dourado, António Bernardo, a família Amorim e Estela Barbot.
Em 2010 cria a Fundação Sousa Cintra, uma «instituição de desenvolvimento e solidariedade social», tendo como áreas de atuação principal «a cinegética, as ciências e a economia do mar». À data da sua legalização, o património estava avaliado em cerca de 20 milhões de euros  mas nesse mesmo ano os jornais dão conta da falência da empresa Águas do Alardo que passou pelas mãos do empresário.
Em 2015 regressa às manchetes dos jornais, após a sua empresa Portfuel ter obtido a 25 de setembro desse ano, uma licença do Estado Português para pesquisar petróleo no Algarve.